# Jean-Marie Thomas
Pour les articles homonymes, voir Thomas.
Jean-Marie Thomas, né le 22 janvier 1895 à Saint-Genès-du-Retz (Puy-de-Dôme) et mort le 28 février 1967 à Cuisery (Saône-et-Loire), est un homme politique français.

## Biographie
Enseignant, il milite à la SFIO, il est élu en 1925 conseiller général de Saône-et-Loire et premier adjoint au maire de Chalon-sur-Saône. Député de Saône-et-Loire de 1928 à 1940, c'est un parlementaire actif sur les sujets agricoles et sur les anciens combattants.
Le 10 juillet 1940, il ne prend pas part au vote des pleins pouvoirs au maréchal Pétain, car il se trouve en Afrique du Nord, faisant partie des 26 parlementaires embarqués sur le Massilia. Pendant la guerre, il reprend ses activités d'enseignant. À la Libération, il est provisoirement exclu de la SFIO pour avoir pris la défense de Paul Faure.
Réintégré dans sa fédération départementale de Saône-et-Loire, il conduit la liste SFIO aux sénatoriales de 1946, où il est élu de justesse. Par contre, il perd son siège au renouvellement de 1948. Il siège à l'Assemblée de l'Union française de 1950 à 1958.

## Sources
- « Jean-Marie Thomas », dans le Dictionnaire des parlementaires français (1889-1940), sous la direction de Jean Jolly, PUF, 1960 [détail de l’édition]
- Notice « THOMAS Jean-Marie », Le Maitron en ligne.